# ノヴゴロド公国

ノヴゴロド公国
ノヴゴロド共和国
Новгородского княжества
Новгородская республика

ノヴゴロドの位置と領域（1400年代）

ノヴゴロド公国（ノヴゴロドこうこく、ロシア語: Новгородского княжества、教会スラヴ語: Новгородская земьля）は、公座を大ノヴゴロドに置いていた中世のルーシ（古代ロシア）の主要な都市国家の一つ。中世には特殊な貴族共和制により、しばしばノヴゴロド共和国（ロシア語: Новгородская республика）と呼ばれ、こちらの名前が定着しつつある。その他、ノヴゴロド国という表記も見られる。
「タタールのくびき」にルーシ全体があえぎ、北方十字軍がスラヴ人へ正教からカトリックへの「剣による改宗」を強制していた13世紀のルーシの中心であった。

## 政治

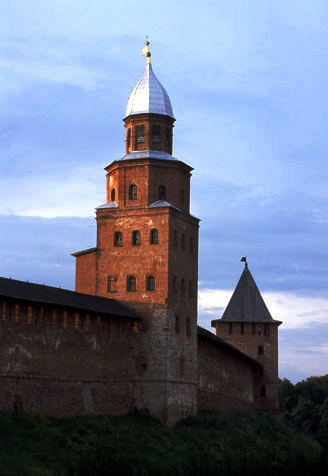
中世ノヴゴロド・クレムリンの城壁。15世紀のもの。左方のThe Kokui towerは17世紀のもので、名称はスウェーデン語に由来する。

ノヴゴロド公国はヨーロッパの中でも先進的な共和制の伝統を育んできた。ノヴゴロドは公が支配する公国であるが、実態は貴族共和制であった。名目上の君主としてルーシの諸公国から公を推戴するが彼には実質的な公権が無く、貴族の利権にそぐわなければ罷免されることもあった。モスクワがノヴゴロドの体制を転覆する日まで、ノヴゴロド市民は政府の運営と人事について発言権を有していた。市民は官吏を任免することができるほか、君主である公をも選出し、また罷免する権利があった。年代記によれば、これらの決定はヴェーチェ（вече）、すなわち「民会」によって行われた。民会には貴賤を問わずあらゆる階層の人々が参加した。中世のノヴゴロド公国の厳密な制度ははっきりしないが、ノヴゴロドの強固な伝統は高度に体系化された行政、軍事、司法、そして通商の制度を構築していたといわれている。
学者らのうちには、大主教が行政の長を兼ねていたと主張しているものもいるが、政府内の具体的な機能分担を検証することは困難である。ただし、"Council of Lords" (Совет Господ)なる会合が存在し、大主教邸で開かれていたということは確からしい。ただし、これらの説についても近年Jonas Granbergが疑義を呈している。Granbergによれば、これらの歴史家の見解は少数の史料に依存しすぎている。
公国の主権は、公の権力が衰えた13世紀から14世紀前半にかけても、少なくとも名目上は外国より推戴されたノヴゴロド公が有しているものとされた。「公」と訳されるクニャージ（Knyaz）は、語源をヨーロッパ諸語の「王」と同じくしており（ゲルマン語派:kuning、スウェーデン語:konung、英語:king、ドイツ語 könig、ゲルマン祖語:kuningaz）、当時においては独立した国家における君主号であり、これを公と訳すのはクニャージの称号がロシア帝国の貴族の爵位となった後世においての事情による。ただ、中世には公（クニャージ）と王（コローリ）は称号として区別されていた。
ノヴゴロド大主教が行政の長であったのか否かは未だにはっきりしないが、都市の重要人物であったことだけは疑いの余地がないようだ。単に国内の教会を監督するのみならず、大使館を代表し、世俗の裁判において司法権の一部を掌握した。ただし、ほとんど常にボヤールと足並みをそろえており、独断的に行動した形跡はほとんど見られない。大主教は任命制ではなく、やはりノヴゴロド市民の選挙によって選出され、ロシア府主教による承認を必要とした。大主教はおそらくノヴゴロドでももっとも豊かな地主であり、印紙の販売や市場からの徴税その他によって副収入をも得ていた。

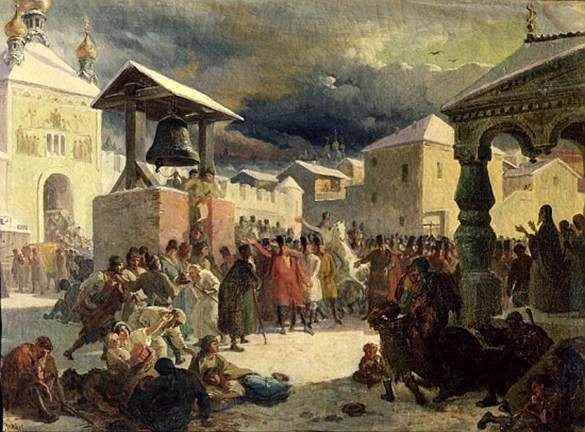
ノヴゴロドの民会
Vasily Khudyakovの作品

ノヴゴロドにおけるもう一方の権力者は市長、すなわちポサードニクであった。ポサードニクは民会の議長を務めるのみならず、国家をノヴゴロド公と共同統治し、徴税を担当したほか都市の様々な問題に対処した。公の重要な決定は大部分がポサードニクの承認を必要とした。当初、ポサードニクは一人であったが、14世紀中葉には、区間の権力闘争を緩和するための改革として、民会は6人のポサードニクを選出するようになり、その内の一人が筆頭の現役市長となった。ポサードニクは終身の資格であり、毎年互選で代表ポサードニクを選出した。後に、ポサードニクの任期は一年とされた。民会の正確な構成も不明な部分が多いが、都市の人口と郊外の自由市民によって占められていたものと考えられる。この民会が真に民主的な組織であったのか、あるいはボヤールが仕切っていたのかという問題はいつも論争の的になっている。ポサードニク、トィシャツキー、そして主教や大主教までもが民会によって選挙されるか、少なくとも承認される必要があった。公の追放はこの市長の交代と機を同じくすることが多かった。
商人や手工業者もノヴゴロドの政治に参画した。伝統的な研究によれば、彼らは5つのkontsy、konetsと呼ばれる居住区に分けられていたという。居住区の名称はしばしば、そこに集住している商工業者の属性を示していた。商人はソトニャ（sotnyas、сотня）と呼ばれるギルドを組織していた。これはルーシにおける最初のギルドであるとされている。

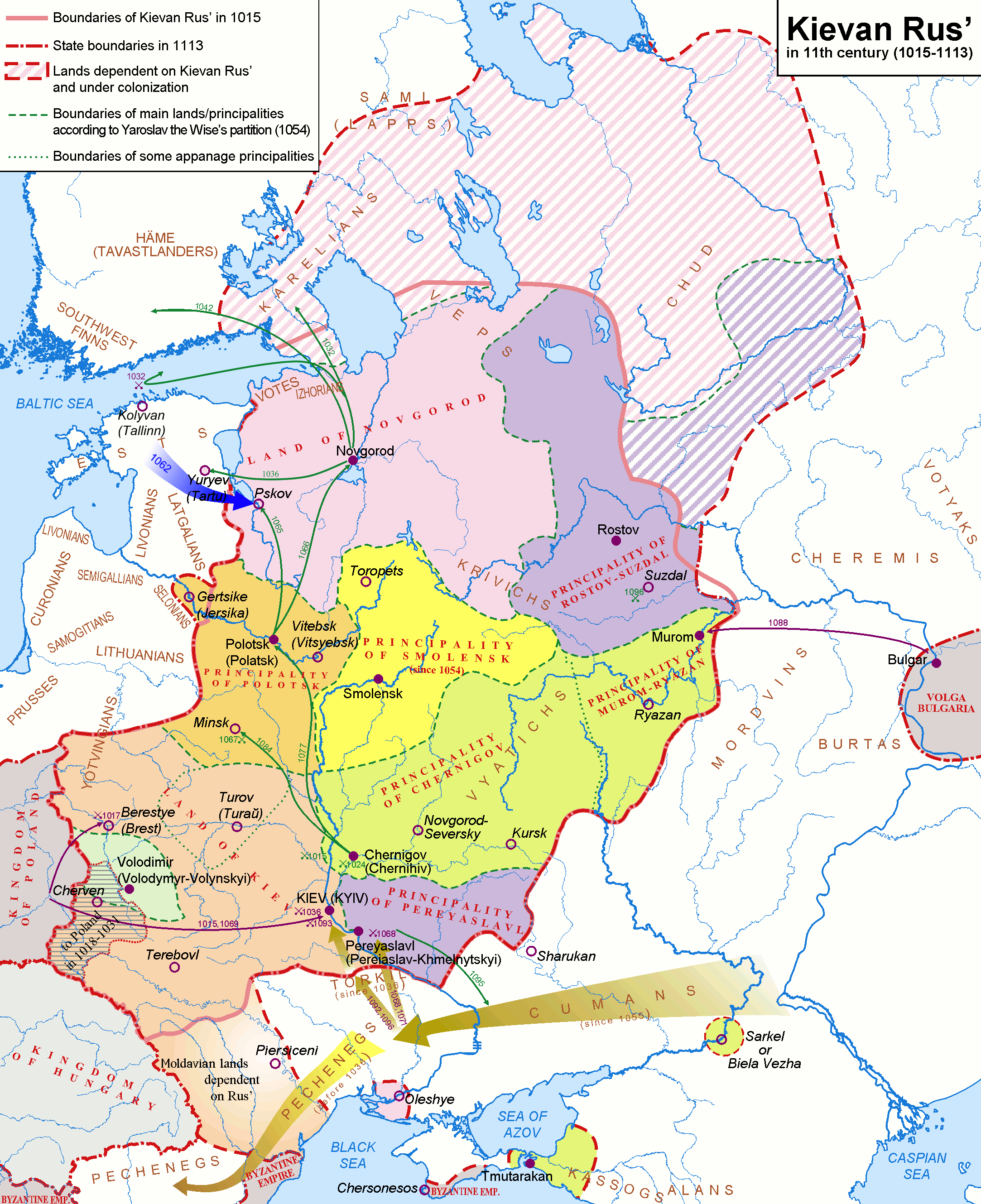
独立前、キエフ大公国の一部であったノヴゴロド

中世ノヴゴロド史の大部分がそうであるように、これらの商工業者の組織については不明な部分が多いが、少なくとも西洋におけるギルドのように強固な組織ではなかった点に留意せねばならない。近隣同士で組織された組合は、ギルドというよりも互助会と呼んだ方が正確かも知れない。この組織は教会を建設し、疫病で仲間内から死者が出た際にはそこに埋葬した。組織について、それ以上のことは判明していない。イワン治世の100年間においては、それ以上のことは何も分かっていない。それは市場より北にあるOpokiのSt. John the Forerunner教会の周囲で組織され、メンバーは入場料としてYpreの衣服のboltを大主教に支払う必要があった。トィシャツキーは仲間内の争いを仲裁した。それ以外には、イワン治世の100年について何も明らかになっていない。
近隣同士の組織は、特定のボヤールの派閥を支援したり利害を共有したりすることによって、ノヴゴロドの意思決定に関与していた。条約や法令、宣言にはしばしば商人らの長老の名が言及されたが、それらのうち100点程度が現存するに留まっている。それらは12世紀、とりわけ1262年以降の数日間のものに集中している。これらの理由により、ノヴゴロドの政体の全容を解明することは困難であり続けている。
ノヴゴロド公の地位は世襲ではなく、権力も衰えていたが、ノヴゴロド市民の生活においては重要な存在であった。100人程度を数える歴代ノヴゴロド公のほとんどがノヴゴロド市民の意思によって招待されたり追放されたりしていた。一部の公は、就任にあたりって「リャド」と呼ばれる契約に署名したとされている。これはボヤールの権益を守り、同時に公の権利と責任を明確にするための契約であった。記録に残っているリャドは外国から招待された12人の公とノヴゴロド市民との関係について記している。そのうち5人はトヴェリから、4人はモスクワから、3人はリトアニアから来た公であった。
公の第一の任務は傭兵隊長であった。公が自分の領土から連れてくる従士団（ドルジーナ、またはハスカール）は兵力に乏しいノヴゴロド公国にとって貴重な戦力であった。また、公は教会を後援し、裁判を行った。公が不在の際は、ナメストニクをはじめとする補佐官が代理を務めた。ポサードニクは裁判に常駐し、いかなる判決も彼の承認なしには下されなかった。同様に、ポサードニクの許可なくして公は土地を下賜することができなかったし、新法を公布することもできなかった。公はノヴゴロド国内に領土を持つことも、国土から徴税することもできなかった。公はノヴゴロド市からの給金で生活していたのである。
いくつかのリャドによれば、公はノヴゴロド国外でノヴゴロド市民を逮捕したり、起訴したりすることもできなかった。公は2つの邸宅を持っており、ひとつは市場に隣接しており（ヤロスラフ1世以降は「ヤロスワフ邸」と呼ばれる）、もう一つは市場から南に数マイルの場所に位置していた。
国土がいくつかのtysyachasとヴォロスチに分割されていたため、ノヴゴロド公国の行政についてははっきりとしたことが判っていない。国土はいくつかのtysyachas（国土の中核部分に対する行政区画）とヴォロスチ（北方及び東方の植民地およびノヴゴロドに貢納する蛮族の居住地）に分けて管理されていた。中央のノヴゴロド市と周辺のいくつかの都市だけはこれらの行政区画に属していなかった。プスコフは13世紀には事実上の独立国になり（プスコフ共和国）、1348年のen:Treaty of Bolotovoによってこれが追認された。
タタールのくびきから解放された15世紀ルーシの指導者たちには、決断すべき重大な問題が存在した。モンゴル風の独裁を継続するか、ノヴゴロド風の共和制を復権させるかという問題であった。当時の新政権が行った宮廷で頭を地面に打ち付ける風習はモンゴル由来のものであった。これは挨拶に参じたルーシの指導者たちに大ハーンが要求したものであったが、この風習は当のルーシでも継続されるに至った。
モンゴル風統治のもう一つの特長は、独裁の強調と軍国主義である。ノヴゴロド市がカトリックに改宗しようとしたことがあったが、モスクワにとってこれはツァーリに対する侮辱であると
考えられた。イヴァンが国防上の脅威であると考えていたリトアニア大公国とノヴゴロドが交わした条約において、ノヴゴロドがリトアニアへの貢納に同意したものがある。このことはリトアニアからの返信からもうかがい知れる。
「リトアニアはノヴゴロド側の都市から得られる税収を共有する権利を有している。にもかかわらず、モスクワはリトアニア王の徴税人の通行を認めない知事を任命した」

## 経済

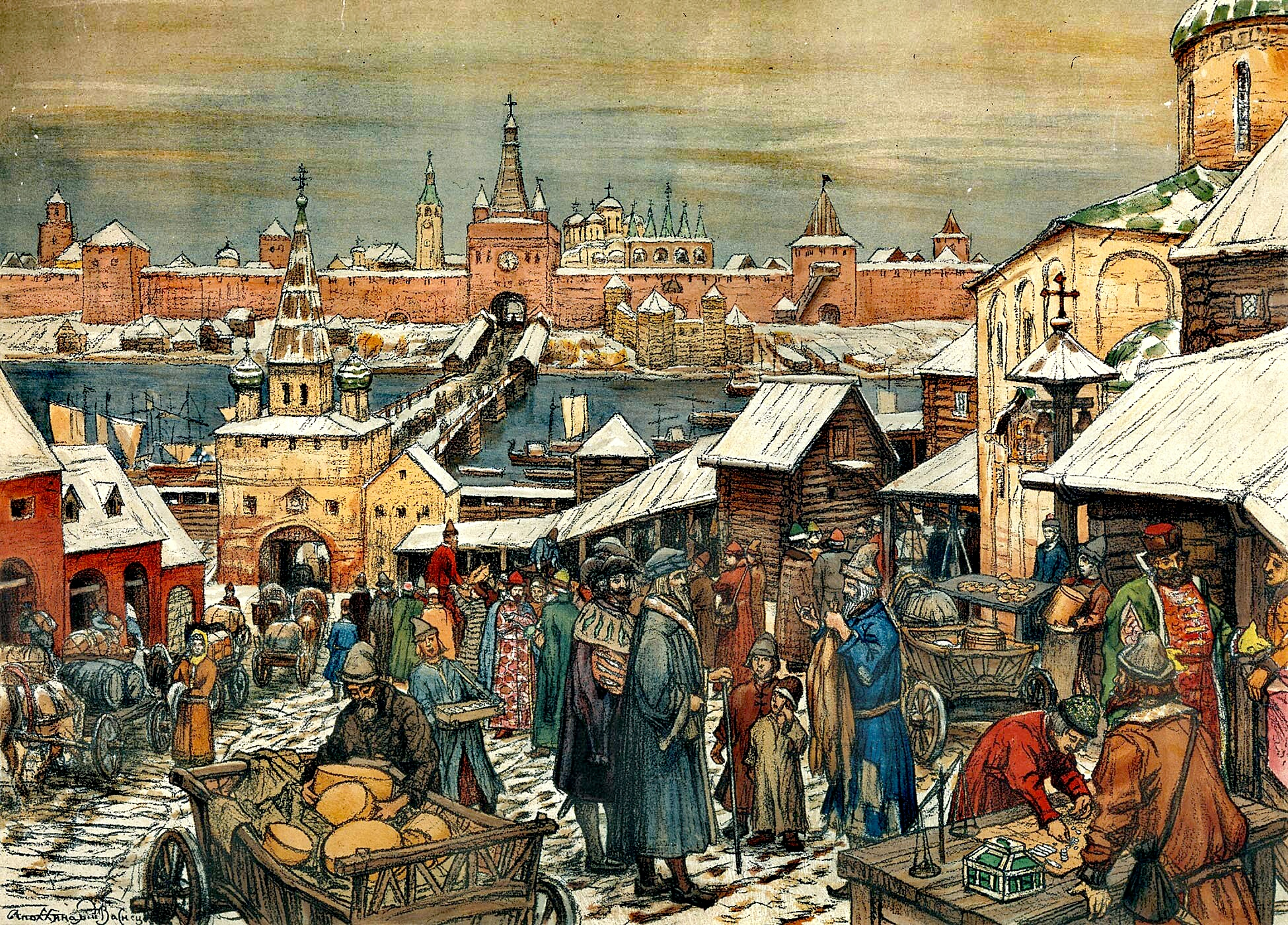
ノヴゴロドの市場
Apollinary Vasnetsov作

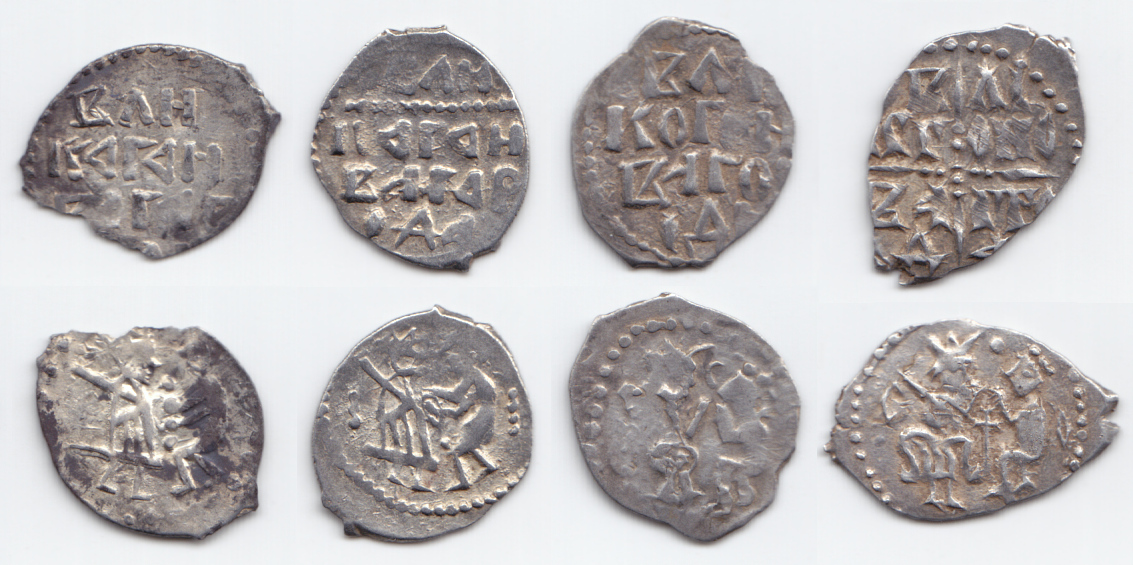
ノヴゴロド共和国のコイン

ノヴゴロドでは、農業の他に畜産も営まれていた（ノヴゴロド大主教らは陸軍のために騎馬を飼育した）。狩猟、養蜂、漁業も盛んであった。国土の大部分において、これらの豊富な産業は農業と兼業する形で行われていた。フィンランド湾では鉄が採掘された。スタラヤ・ルーサや他の地域は塩の収穫があった。亜麻やホップの栽培も重要であった。郊外では毛皮、蜜蝋、蜂蜜、魚類、ラード、亜麻、そしてホップが生産され、市場で売り出されたりルーシの他の都市やより遠方の国に輸出されたりした。
ノヴゴロドの富の大部分は毛皮の輸出によってもたらされた。ノヴゴロド市はルーシと北東ヨーロッパの貿易を支えるen:entrepôtであった。中国から伸びるシルクロードの北西における終端である一方、ハンザ同盟によって築かれた交易網においては東端であった。ノヴゴロドの北東のザヴォロチエ附近（年代記によれば"The Lands Beyond the Portages"と呼ばれていた）からラドガ湖およびオネガ湖の北端、そして白海と東のウラル山脈に至るまでの範囲は特に多くの毛皮の収穫に恵まれ、まるで天から動物が降ってくるかのようであったと報告されている。ノヴゴロドの商人はスウェーデンやデンマークの都市と交易を行った。初期のころ、ノヴゴロド人はバルト海を自ら航海した（『ノヴゴロド第一年代記』（en:Novgorodian First Chronicle）にはゴットランド島やデンマークも関係した出来事が記述されている）。その証拠に、ゴットランド島からノヴゴロド商人のための正教教会が発掘されている。同様に、ゴットランド側もSt.Olaf教会と商館をノヴゴロドに有していた。ところが、ハンザ同盟はノヴゴロド商人が独力で物流を担うことをよしとせず同盟側の船舶を利用するように求めたため、この交流は途絶えてしまった。
14-15世紀までに、ノヴゴロドにおける私有地の半分以上が30から40程度の限られたボヤールの血族に支配されるようになった。これらの荘園から得られる資源がボヤールの政治的地位を保証した。聖職者のエスタブリッシュメントであった聖ソフィア大聖堂 (ノヴゴロド)はボヤールと荘園の支配権を争っていた。教会の荘園はノヴゴロドの中でも特に経済的に発展した地域を占めていた。その他、en:Yuriev Monastery、en:Arkazhsky Monastery、そしてen:Antoniev Monasteryといった修道院も宏大な荘園を有していた。大地主のみならず、ボヤールよりも少ない土地しか有さないen:zhityi lyudi、特権を認められていない荘園主であるen:svoyezemtsyといった階級も存在した。これらの地主は、労働者を搾取することによって収益を得ていた。家事の大部分は奴隷によって担われていたが、長期的には奴隷の総数は減少傾向にあった。金融所得はノヴゴロド公国の終焉に至るまで地主の重要な収入源であり続けた。

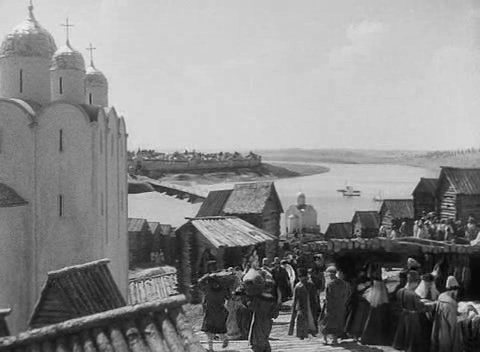
セルゲイ・エイゼンシュテインの:en:Alexander Nevsky (film)(1938)に描かれた13世紀のノヴゴロド

学者らの一部は、封建君主は法的な手段で小作農を農地に縛り付けようとしたと主張している。封建制度に依存したen:davniye lyudi (давние люди),、en:polovniki (половники)、en:poruchniki (поручники)、en:dolzhniki (должники)といった種類の小作農は地主の手を離れる権利を持っていなかった。ボヤールと修道院も同様に小作農の移動を制限しようと試みた。しかし、ルーシでは伝統的に、小作農は負債を完済しさえすれば小作地を離れることができるものとされていた。ただし、その日取りは"St. George's day in the autumn"の前後の週でなければいけなかった。この伝統はモスクワ大公国がノヴゴロドを併呑した1世紀以上後にイヴァン4世によって「一時的に」停止され、ノヴゴロドでは考えられなかった完全な農奴制が確立された。もちろんこの一時的な停止は永久に解除されず、小作農はUlozhenie (law code) of 1649を以て合法的に農地に縛り付けられ、農奴となった。
en:Aleksandr Khoroshevをはじめとするマルクス主義者は、しばしばノヴゴロド公国における階級対立について論じている。公国では通算して80回ほどの蜂起が発生し、時には武装した反乱へと発展した。なかでも1136年、1207年、1228-29年、1270年、1418年、1446-1447年のものは有名である。ただし、「階級対立」の定義は必ずしも明確ではない。蜂起の大部分はボヤールの派閥闘争であったが、小作農や商人が巻き込まれていた場合であっても、それは既存の社会秩序の転覆を意図するものではなく、多くの場合はより恩恵的な統治を要求するに留まるものであった。公国を廃止したり、小作農が政権を獲得しようと試みたりするものではなかった。

## 国際関係
キエフ大公国の時代、ノヴゴロドはVolga trade routeおよびドニエプル川沿いのヴァリャーグからギリシアへの道の北端として位置づけられていた。莫大な量の貨物が運搬され、ノヴゴロドの商品と交換されたり、ノヴゴロドで他国の商人に購入されたりした。ゴットランド島の農民は12世紀までSaint Olof商館を維持した。後にはドイツ商人もノヴゴロドに商館を築いた。スカンジナビアの王族はルーシの公や王女と婚姻関係を結んだ。
13世紀以降、東西教会の分裂のためにノヴゴロドはスウェーデン、デンマーク、そしてドイツ人の十字軍に苦しめられた。スウェーデン・ノヴゴロド戦争のころ、スウェーデン人はノヴゴロドに貢納していたフィンランド地域を襲撃した。12世紀末からはバルト・ドイツ人がバルト海沿岸の支配を目指すようになり、ノヴゴロドはスウェーデンと26回、リヴォニア帯剣騎士団と11回の戦争に及んだ。1240年から1242年にかけて、ドイツ騎士団とデンマーク・スウェーデンの封建君主による散発的な攻撃が繰り返された。ノヴゴロド側の史料によれば、スウェーデン軍は1240年のBattle of the Nevaで一敗地にまみれた。ヴィボルグ城が完成した1293年、スウェーデンはカレリア地方における橋頭堡を得た。1323年8月12日、スウェーデンとノヴゴロドはTreaty of Nöteborgを締結し、はじめて国境を画定した。
ノヴゴロドはかろうじてモンゴルのルーシ侵攻の被害を逃れることができた。これはモンゴル軍の頭領らが沼沢地を嫌い、ノヴゴロド市より100km手前で引き返したからだと考えられている。実際に征服されたわけではないにもかかわらず、ノヴゴロド公国はジョチ・ウルスのハーンに自発的に貢納をしている。1259年、モンゴルの徴税人と統計調査官がノヴゴロドを訪れ、一悶着あった末にアレクサンドル・ネフスキーはウラジーミル・スーズダリ大公国（まもなくルーシにおけるモンゴルの出先機関と化した）とモンゴルの宗主権に叛逆したかどで数人の市の重役に鼻をそぎ落とす刑罰に処することを余儀なくされた。14世紀にはノヴゴロドの海賊ないしはushkuinikiによる襲撃がカザンやアストラハンまでをも震撼させ、両国がモスクワ大公国を支援したことはノヴゴロド滅亡の遠因になった。
15世紀にタタールのくびきが過ぎ去ると、ノヴゴロドはイヴァン3世の危険を避けるためにカトリック教国のリトアニアと同盟を結ぼうとした。これは全ルーシおよびハリストスに対する裏切りであったため、イヴァン3世はノヴゴロド郊外に軍を送り、Shelon川の戦いでノヴゴロド軍を打ち負かした。これによって、自由な貴族共和国としてのノヴゴロドは終焉を迎え、イヴァン3世の傀儡が権力を握るようになった。この時を境に、ノヴゴロド年代記の記述はがらりと雰囲気を変えている。イヴァン3世の侵攻以前の年代記は、ツァーリ（モスクワ大公）の言動について概ね批判的であった。しかし、侵攻以後の年代記は一転してこれを礼賛している。
それでもイヴァン3世は再びノヴゴロドに侵攻し、ノヴゴロドの国土を隙間なく占領し、徹底的な放火と殺戮を浴びせた。これはノヴゴロド市民のプライドが高く、ラテン文化に傾倒しつつあったことが原因とされている。
ノヴゴロドを征服したイヴァン3世は共和制、法の支配、市民社会の象徴であった民会の鐘を引きずり下ろした。ここにノヴゴロド公国は完全にモスクワに併合された。

## 文化

### 芸術とイコン
ノヴゴロド公国はスーズダリをはじめとする他のルーシ国家と比べて、文化のレベルが高かったことで知られている。この時代の東欧において、重要な芸術作品のほとんどがノヴゴロドに由来している。ノヴゴロド市民は大量の絵画を生産し、とりわけ、宗教的なイコンに造詣が深かった。こうした芸術の開花は、やはり経済的な繁栄に支えられていた。イコン画の製作を担っていたのはボヤールの一族ばかりではなく、商人の富に支えられた専門の芸術家や強力な職人階級の姿もあった。イコンは13世紀までには重要な工芸品となっていたが、必ずしも市民が裕福で、これを購入していたわけではなかった。実際には、生産されたイコンは輸出され、海外の教会や家庭でも需要されていた。しかし、現存しているノヴゴロド産のイコンは12世紀から14世紀にかけての小さなものが散発的に見つけられるに過ぎない。
これらのイコンは伝統的なルーシの芸術、ビザンティン美術、ロマネスク、ゴシックが複雑に溶け込んだ様式を見せている。ノヴゴロドの芸術家と市民は経済にまつわる守護聖人を好んだ。預言者Elijahは農民に雨をもたらす雷神であった。聖George、聖Blaise、そして聖Florus、Laurusらはすべて大地および家畜を守護する聖人であった。聖Paraskeva Pyatnitsaと聖Anastasiaは貿易と商人のための守り神であった。聖Nicholasは大工の守護聖人であり、旅人を守り、苦痛を取り除く役割も担っていた。聖Nicholasと預言者Elijahは火事に対する守り神でもあった。ノヴゴロドは火事の多い都市であった。これらの聖人につまつわる物語は公国の全域で信じられ続けた。しかし、14世紀には新たなイコンが人気を集め始めた。the Virgin of Mercyである。これはAndrew of ConstantinopleのVirgin Maryを記念しており、Maryが人類のために祈りを捧げている様子が描かれている。1478年、ノヴゴロドの芸術はモスクワによって破壊され、ロシアの体系的なイコン様式に取って代わられた。

### 建築と都市デザイン
ヴォルホフ川がノヴゴロド市を二分していた。市の商業地区、中央市場が含まれる地域はVolkhov側に存在し、St. Sophia Cathedralと古城が反対側に置かれた。大聖堂と古城は市壁の強固な壁に覆われており、その中に市会の鐘を飾った塔もあった。ノヴゴロドは教会と修道院に囲まれた都市であった。30,000もの人口を抱えるノヴゴロドは大変混雑していた。富裕層（ボヤール、職人、商人）は市壁の内側の石造りの家に住まい、貧乏人はそれ以外の何らかの隙間に隠れ住んだ。大通りは木で覆われており、側溝には同じく木造の下水道が整備されていた。これは東ローマ帝国に由来する防火のための工夫であった。
主にビザンティン建築（巨大なドームが特徴）とロマネスク建築がノヴゴロドの建築に影響を与えていた。特に裕福な一族は市内に教会や修道院を建築した。83件を数える石造の教会が運営されていた。ノヴゴロドには大別して2種類の教会様式があり、一方は単一の屋根付の後陣とアーチ状の破風を有していた。もう一方は教会内にイコン、木彫品、そして教会の銘板が鎮座しているもので、初期と末期のノヴゴロドで多く見られた。これは増長するモスクワの権力に対するささやかな抵抗でもあった。

### 文学
大部分の研究者は、ノヴゴロドはその歴史を通じて高い識字率を誇っていたと考えている。数千点もの白樺文書が発掘され、その日付は11世紀から15世紀であり、古代ルーシの様子を窺うことができる貴重な史料となっている。そのうち、おおよそ950点の白樺文書がノヴゴロド由来のものである。考古学者たちはノヴゴロドの筆記史料の大部分が火災によって失われたと見ており、未だに20,000点ものテクストが隠されていると考えている。
農民や子供を含む様々な階級・年齢のノヴゴロド市民が筆記能力を持っていた。女性でさえも顕著な数の原稿を書き残している。これらの白樺文書には宗教文書も含まれており、大主教が書き残したもの、ビジネス関係の文書、聖地巡礼の旅行記までもが存在する。ノヴゴロド市民は現実的でビジネスライクな文体を好んだ。ブィリーナの年代記も樺材によって残されている。主人公の男は自由で冒険的なノヴゴロドの精神を象徴している。代表的なものとしては旅好きのビジネスマンであるサドコや、近所の者とやたらに喧嘩をする若い巨人、ヴァシリー・ブスレフ（Vassily Buslayev,Василий Буслаев）を挙げることができよう。白樺文書のほかに、考古学者はロシア最古のテクストをノヴゴロドで発見している。詩篇67,75、そして76が記された11世紀初期の銘板である。

## 歴史

### 古代
都市としてのまとまりが出来たのは、西暦850年代と言われている。862年、ラドガに政権を築いた。この時代は、ルーシ・カガン国あるいはその国家群であったとされ、ノヴゴロドは古名ではホルムガルドと呼ばれていた。カガン国の建国者はルーシと呼ばれていた人々でヴァリャーグたちによって支配されていた。その後スウェーデン・ヴァイキング（ヴァリャーグ）のリューリクがノヴゴロドを征服し、リューリクは879年まで政権に留まった。リューリク時代はルーシの中心地となったが、死後リューリクの後継者がキエフに移ったため、政治の中心地は以後キエフ大公国へと移った。しかしノヴゴロドは、商業、工業が伸張し、自由都市となり、キエフ大公国から独立したノヴゴロド公国へと発展していく。

### ハンザ同盟とノヴゴロド共和国
地中海、黒海、バルト海を結ぶ交易ルート「ヴァリャーギからギリシアへの道」のバルト海側の出入り口に位置するノヴゴロドは古くから商業都市として栄えてきた。東ローマ帝国やイスラム世界と盛んに交易をし、ノヴゴロド公国には莫大な富が集まった。12世紀前半にはイヴァン商人団という商人組合が登場した。
1136年にノヴゴロドで暴動が起き、公位にあったフセヴォロドがノヴゴロド、プスコフ、ラドガの人々によって追放された。フセヴォロド追放後のノヴゴロド公にはスヴャトスラフが就いたが、他のルーシ諸公国に比べ民会（ヴェーチェ）による政治体制が強かったノヴゴロドでは、これは「12世紀のノヴゴロドの革命」と言われ、この時を以てノヴゴロドは公を頂きながら「共和国」となったと見做されている。
ノヴゴロドはハンザ同盟の四大商館の一つである。木材や蜜蝋なども輸出していたが、なにより最大の輸出品は毛皮であった。

### アレクサンドル・ネフスキー時代
彼の戦功は過大評価されているとの声があるが、いずれにせよロシア史では栄光の時代とされている。ネフスキーの末子の血筋がモスクワ大公となり、後にノヴゴロドは征服される。ネフスキーの時代は、北方十字軍の最中にあったが、一方でフィンランドやカレリア等の支配権を巡って中世スウェーデン王国との絶え間ないスウェーデン・ノヴゴロド戦争の渦中にあった。公国は幾度ともなく攻勢に立ったが、十字軍が終了しても両国の紛争は終わらず、最終的な決着を迎えるのは、公国がモスクワ大公国に征服されるまで継続した。両国の一定的な国境線が画定したのは、1323年の国境画定条約(ru)締結後のことであった。この条約でカレリアは東西に分割された。

### タタールの軛
アレクサンドル・ネフスキーの末子、モスクワ公ダニール・アレクサンドロヴィチの時代以降、モスクワの影響を強く受け始め、ノヴゴロド公は彼の血筋により兼任される事となった。
1380年、クリコヴォの戦い。
スタラヤ・ルーサ、スタラヤ・ラドガ、トルジョーク、そしてシュリッセリブルクといった都市はノヴゴロド公国に属していた。史料によれば、13世紀には大主教がスタラサ・ラドガの都市を治めていた。プスコフも同様にノヴゴロド公国領であったが、13世紀にはハンザ同盟に加盟していたことがわかっており、事実上の独立状態にあったといえる。ダウマンタスやフセヴォロド・ムスチスラヴィチはノヴゴロド側の公・民会の都合を一切考慮せずにプスコフに君臨していた。1348年にはボロトヴォ条約（en）によってプスコフの独立が承認された（プスコフ公国参照）。ただし、プスコフ公国の独立後もノヴゴロド大主教はプスコフ領内の教会を指導し、1589年まで「ノヴゴロド公国およびプスコフの大主教」の地位を維持した。
12世紀から15世紀にかけて、ノヴゴロド公国は東方および北方に拡張した。ノヴゴロド人は オネガ湖、北ドヴィナ川、そして白海を探索した。14世紀初頭には、既に北極海やバレンツ海、カラ海、そして西シベリアのオビ川にも探索の範囲を広げていた。ウラル山脈以北に住むウゴル族（Ugric tribes）はノヴゴロド公国への貢納を余儀なくされた。ノヴゴロド市の北方は毛皮、海鮮食品、塩をはじめとする資源に富んでいた。これらの資源は、14世紀後半から延々と繰り返されたモスクワ大公国との争いを支え続けた。つまり、これらの資源を失うことはノヴゴロドとその市民にとって経済的・文化的な没落を意味していた。実際のところ、最終的にこの戦争においてノヴゴロドは敗北し、滅亡への道を辿った。
ソヴィエト時代、マルクス主義者たちはしばしばノヴゴロドの体制を「封建共和制」であると表現し、マルクスが説く歴史の発展段階のひとつに位置づけようとした。しかし、現在では多くの研究者がロシアに西洋のような封建制の時代があったということさえ疑い始めている。
ノヴゴロド人は自らの都市国家を"His Majesty (or Sovereign) Lord Novgorod the Great" (Государь Господин Великий Новгород / Gosudar' Gospodin Velikiy Novgorod)、ないしは"Lord Novgorod the Great" (Господин Великий Новгород / Gospodin Velikiy Novgorod)と自称した。支配領域の宏大な高地を含んだ全体は「ノヴゴロド公国」として知られた。

## 公国の落日

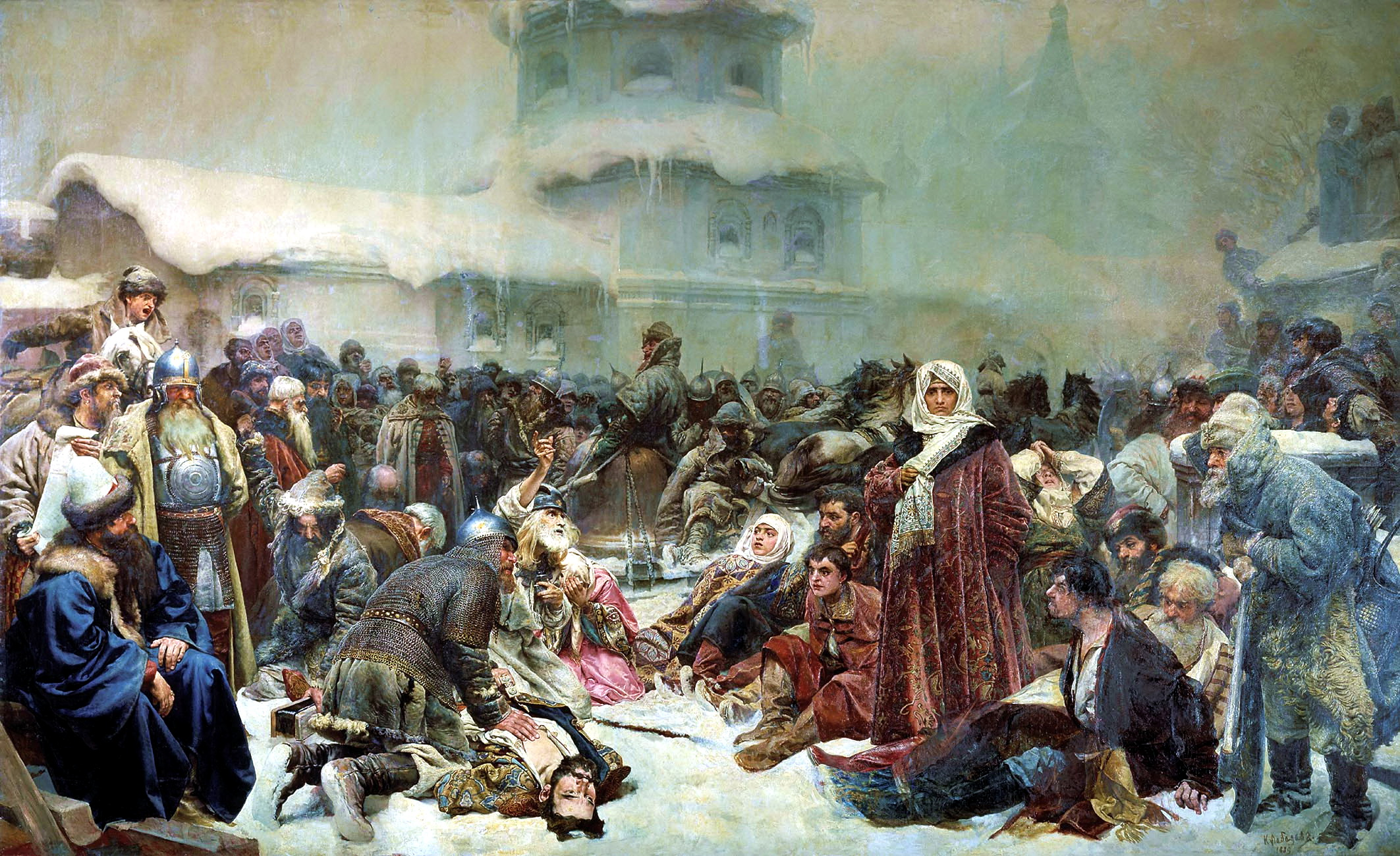
破壊された民会を惜しむマルファ（記事中のマルファと同一人物）, Klavdiy Lebedev作

14世紀以来、トヴェリ、モスクワ大公国、そしてリトアニアがノヴゴロドとその溢れんばかりの富を虎視眈々と狙っていた。ヴラジミール大公の地位を得たトヴェリのミハイル・ヤロスラヴィチはその力を背景にノヴゴロドに代官を送るようになった。ノヴゴロドとミハイルの間には争いが絶えず、ノヴゴロドはユーリー（モスクワ公ダニールの子。）が治めるモスクワに接近しはじめた。一方で、接近するトヴェリはますますノヴゴロドを恐怖させていた（トヴェリはノヴゴロドに隣接している。ノヴゴロドは、トヴェリが領地の割譲を要求し、公国がますます弱体化することを何よりも恐れていた。一方、モスクワがノヴゴロドの領地を要求したことはなかった。モスクワは隣接するトヴェリと異なり、ノヴゴロドから遠く、ノヴゴロド公として推戴するために都合が良かった。モスクワならノヴゴロドが危機に陥ったときは来援してくれるが、過剰なまでに公国に介入することはないだろうと考えられた。
モスクワが強大化するにつれて、今度はモスクワがノヴゴロドにとって深刻な脅威となった。イヴァン1世、セミョーンをはじめとするモスクワの君主たちは、様々な手段でノヴゴロドの主権を制限しようとした。1397年、ドヴィナ川沿いのドヴィナ地方をモスクワが併合しようとしたことで、両国の間に決定的な対立が生まれた。この地は多くの毛皮を産出するため、ノヴゴロド市民にとって欠かせない領地であった。結果的に、この地域は翌年にはノヴゴロドに返還された。
モスクワの圧力に抵抗して、ノヴゴロドはコモンウェルス、すなわちポーランド・リトアニア共和国と同盟することを試みた。ノヴゴロドのボヤールたちは、モスクワに征服されれば富はモスクワ大公とモスクワのボヤールに没収されると考えていたため、何よりも公国の独立を望んだ。ただし、ボヤールの77.8%が戦争が可能なほどの収入を得ていなかった。伝承によれば、コモンウェルスとの同盟を主唱したのはポサードニクのイサーク・ボレツキー（ru:Исаак Борецкий）の妻であるマルファ・ボレツカヤが率いるグループであり、これは「リトアニア派」と称された。
同じ伝承によれば、マルファはリトアニア公の子ミカイラス・オレリカイティスを招き、自身と結婚することでノヴゴロド公に就任するよう求めた。また、彼女は同時にポーランド王とリトアニア大公を兼ねるカジミェシュ4世との同盟も要請した。ノヴゴロドがモスクワを裏切り、コモンウェルスと組むかもしれないという報せは国中を駆け巡り、庶民までもが上を下への大騒ぎとなった。Janet MartinとGail Lenhoffが指摘するところによれば、この計画の首謀者は大主教Feofil（在職1470-1480）であった。ノヴゴロドは既にモスクワとヤジェルビーツィ条約を結んでおり、モスクワ大公の許可を受けずに外国と条約を締結することはできないはずであった。この裏切りの非難をかわすため、マルファはスケープゴートにされたというのである。
マルファがリトアニア派として果たした役割は多少誇張されているものの、ノヴゴロドがコモンウェルスと結ぼうとしたことは事実である。シェロン河畔の戦い後の略奪によって、コモンウェルスとノヴゴロドが交わすはずだった条約の下書きが発見された。
モスクワの権力者らはノヴゴロドの行動をヤジェルビーツィ条約に対する侵害であると考え、すぐさまノヴゴロドへ軍を差し向けた。1471年、モスクワ軍はシェロン河畔の戦いで決定的な勝利を収め、ノヴゴロドは実質的な主権のほとんどを失った。その後も7年にわたって形式的な独立が維持されたが、1478年、イヴァン3世はノヴゴロドに再度軍を送り、市民を虐殺すると同時に民会を破壊した。イヴァンはノヴゴロド領の81.7%を占領し、半分は自分自身のものに、残りは盟友に分け与えた。

## 影響
モスクワ大公、モスクワ・ツァーリはノヴゴロドの支配者の称号を名乗るようになり、自らをしてルーシの後継者であると位置づけた。1570年、ロシア・ツァーリ国のイヴァン4世（雷帝）により町全体への粛清が行われる（ノヴゴロド虐殺）。
17世紀初頭のロシア大動乱の最中、スウェーデンによってノヴゴロドが占領され、スウェーデン王子のカール・フィリップがノヴゴロド市民によってツァーリに擁立されたが、それはノヴゴロドの公（クニャージ）ではなく、全ロシアのツァーリの称号であり、最終的にスウェーデンがノヴゴロドから撤退したこともあって、公国として復活することはなかった。